# Papendrecht
Papendrecht es una localidad y un municipio de la Provincia de Holanda Meridional, al oeste de los Países Bajos.